# Okkerszürkés egyrétűtapló
Az okkerszürkés egyrétűtapló (Antrodia heteromorpha) a Fomitopsidaceae családba tartozó, Eurázsiában és Észak-Amerikában elterjedt, tűlevelű fák korhadó törzsén, ágain élő, nem ehető gombafaj. 

## Megjelenése
Az okkerszürkés egyrétűtapló termőteste 2-10 (15) cm-es, konzolos, rétegszerűen elterül az aljzaton vagy ezek kombinációja is előfordulhat. A szomszédos termőtestek összeolvadhatnak. Színe fiatalon fehér vagy krémszínű, később halvány okkerbarna, okkerszürke. 
Termőrétege csöves. A pórusok nagyok, szögletesek, szabálytalanok, szinte labirintusszerűek lehetnek, vastag falúak. Színe piszkosfehér, krémszínű, szürke, halványokker. 
Húsa fehér, bőr- vagy parafaszerűen szívós. Szaga zellerszerű, íze nem jellegzetes.
Spórapora fehér. Spórája vékonyfalú, sima, mérete 10-13 x 5-7 µm.

### Hasonló fajok
A fehéres kéreggomba vagy a szalagtapló hasonlíthat hozzá.

## Elterjedése és termőhelye
Eurázsiában és Észak-Amerikában honos. 
Fenyők (főleg luc) elhalt törzsén ágain található meg, azok anyagában barnakorhadást okoz. Egész évben látható. 

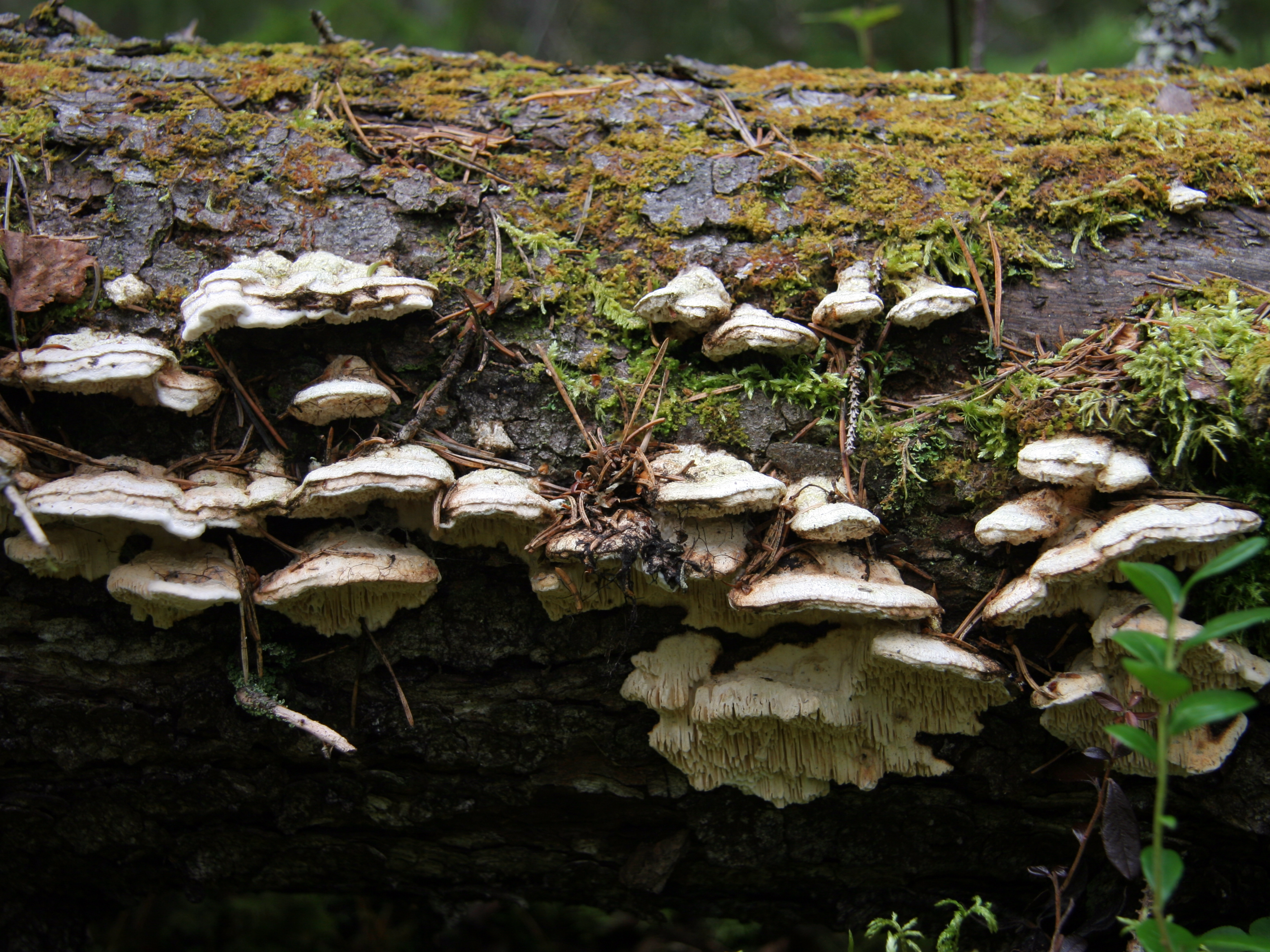
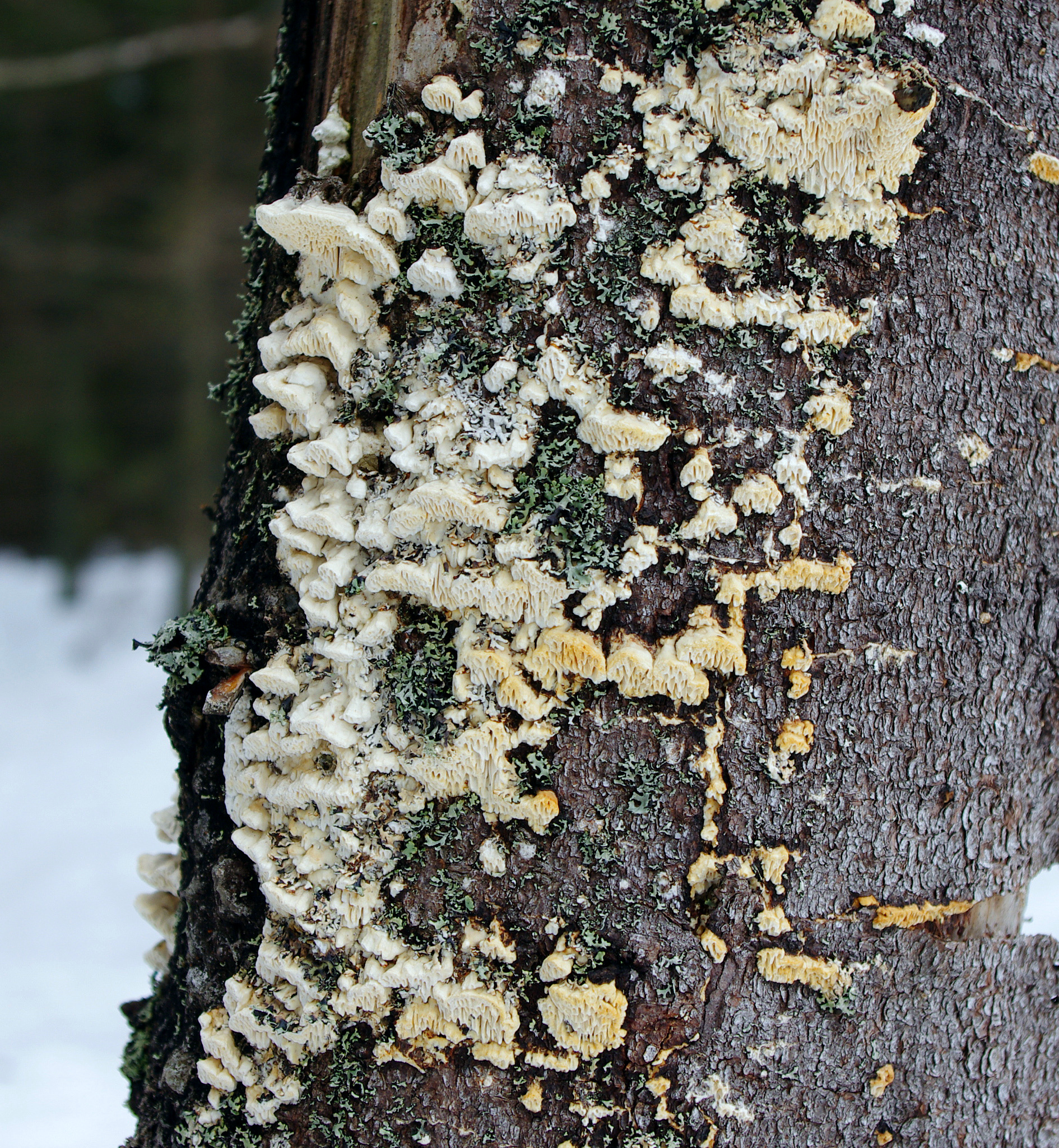
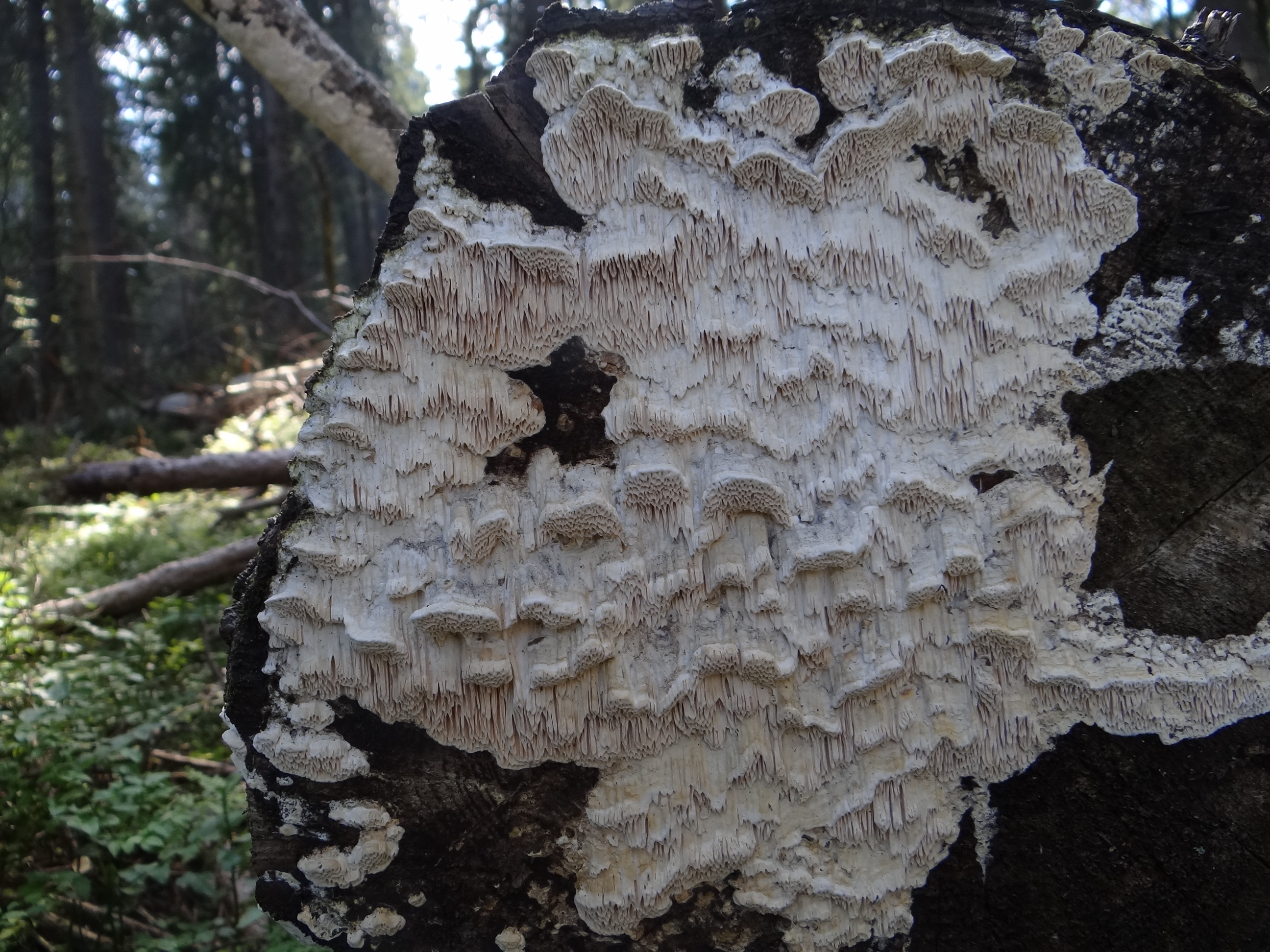
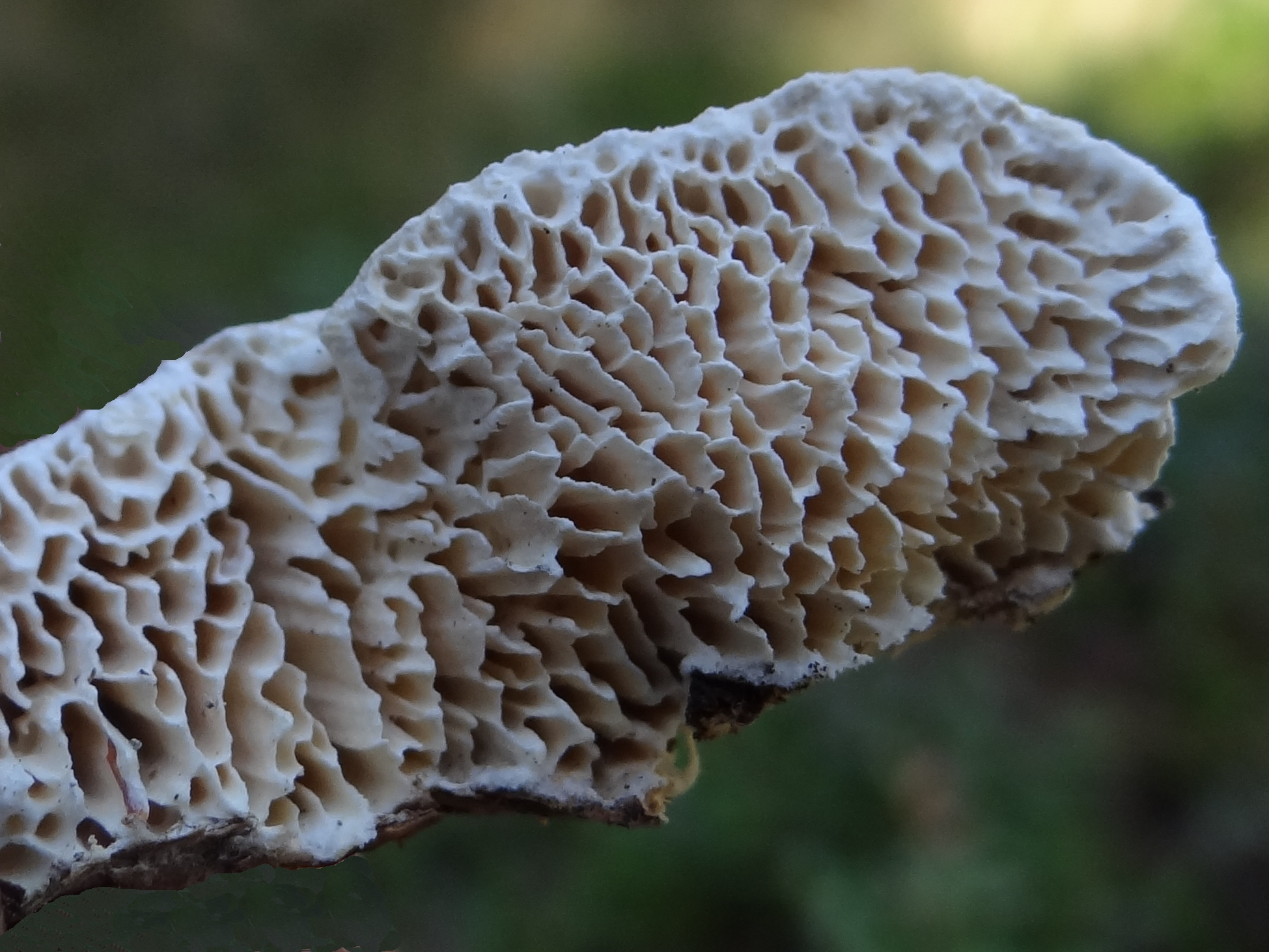
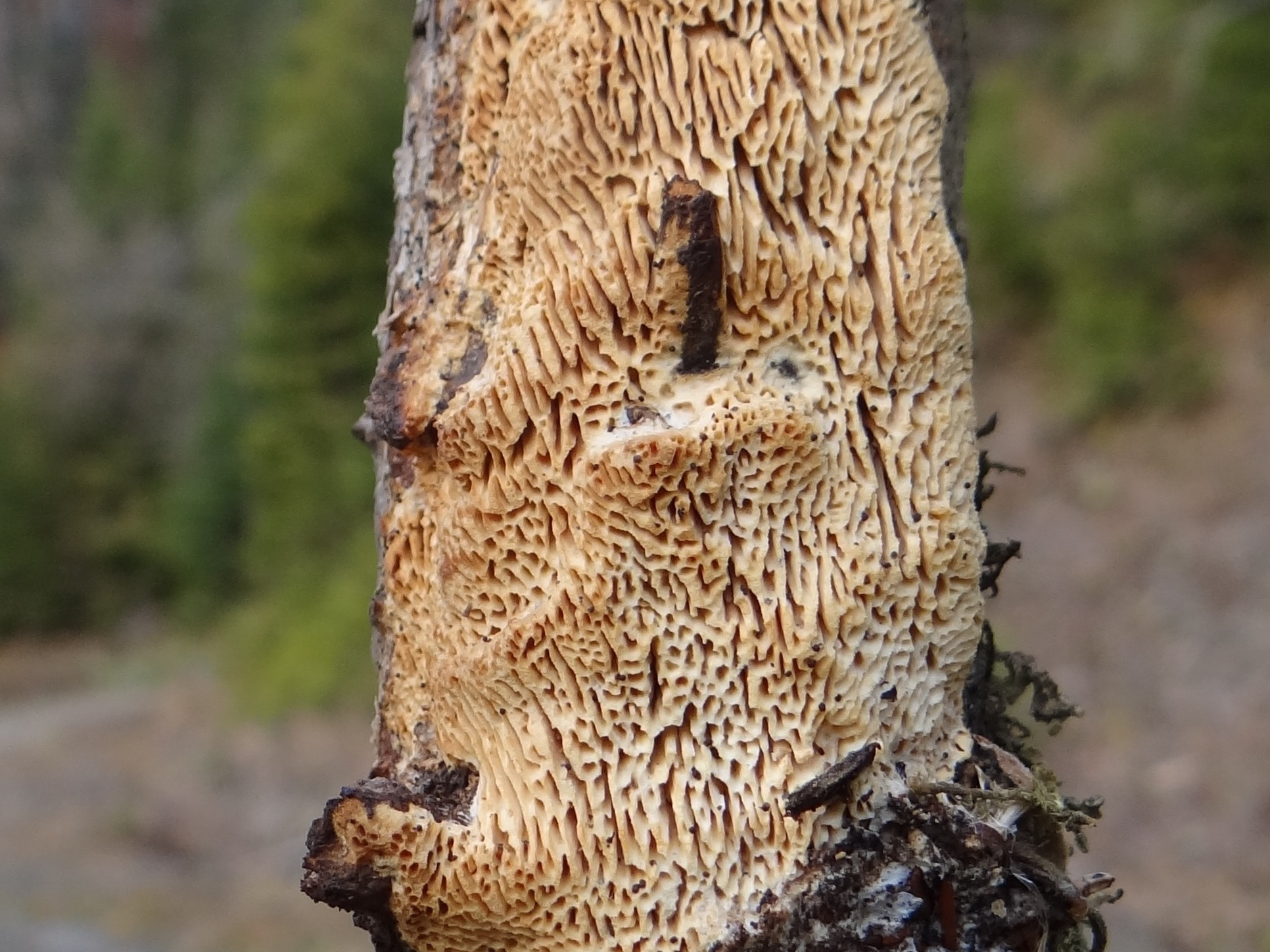

Nem ehető.  